# Axel Bjerkén

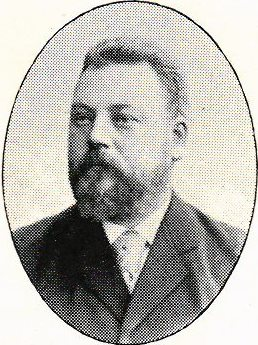
Axel Bjerkén

Axel Bjerkén, född 18 augusti 1861 i Ignaberga socken, Kristianstads län, död 18 december 1922 i Malmö Caroli församling, var en svensk psykiater.
Bjerkén blev student vid Lunds universitet 1879, medicine kandidat 1886 och medicine licentiat 1891. Han var underläkare vid Lunds asyl 1891–1892, biträdande läkare vid Kristinehamns hospital 1892–1896 och vid Malmö asyl 1896–1901 och läkare vid sistnämnda asyl från 1901. Han var tillförordnad inspektör för privata anstalten för sinnessjuka på Katrinelund i Malmö från 1902.